# Harry S. New
Harry S. New (Indianapolis, 1858. december 31. – Baltimore, 1937. május 9.) az Amerikai Egyesült Államok szenátora (Indiana, 1917–1923).